# Upplands runinskrifter 803
Upplands runinskrifter 803 är en vikingatida runsten av rödgrå granit i Långtora by, Långtora socken och Enköpings kommun. Runstenen är 1,7 meter hög och 0,7 meter bred. Ristningen är inte signerad och har attribuerats till såväl Tidkume och Balle.
Stenen står vid sin ursprungliga plats. Den stod tillsammans med runsten U 802, som flyttats till Långtora kyrka, vid en sjö på var sin sida om vägen till ett vadställe över Långtora å. I Rannsakningarna 1667-1684 beskrivs stenarna ligga omkullfallna. Vägen hade flyttats 150 år tidigare, men befolkningen berättade att det varit en sjö vid stenarna och att där hade varit marknadsplats.
År 1886 önskade markägaren att flytta stenen till sin trädgård, så att den enklare skulle kunna beskådas och få ett mer skyddat läge än mitt på en åker, men någon flytt gjordes aldrig.
År 1902 gav dåvarande ägaren en stenhuggare i uppdrag att göra runorna mer läsbara. Det var straffbart redan då och tilltaget fördömdes skarpt i Sveriges runinskrifter. Såväl ornamentik som runor höggs om, men stenhuggaren menade att han inte var färdig.

## Inskriften
Translitterering av runraden:
ulfr : lit : raesa : istaen siulfr : han : yiftiʀ : sik
Normalisering till runsvenska:
Ulfʀ let ræisa stæin, sialfʀ hann æftiʀ sik.
Översättning till nusvenska:
Ulv lät resa stenen, han själv efter sig.